# 馬托·雅雅洛
馬托·雅雅洛（1988年5月25日—）是一位波黑足球運動員。在場上的位置是中場。他現在效力於意乙球隊威尼斯。他也代表波斯尼亞和黑塞哥維那國家足球隊參賽。